# 피스메이커 (드라마)
《피스메이커》(영어: Peacemaker)는 HBO 맥스에서 2022년 1월부터 방영된 미국의 슈퍼히어로 드라마이다. DC 코믹스의 캐릭터 피스메이커를 주인공으로 한 실사 작품으로, 제임스 건 감독의 영화 《더 수어사이드 스쿼드》의 스핀오프이며 DC 확장 유니버스에 소속되어 있다. 존 시나가 영화판에 이어 다시 피스메이커를 연기한다.

## 출연진

### 주연
- 존 시나 - 크리스토퍼 스미스 / 피스메이커 역
- 스티브 에이지 - 존 이코노모스 역
- 대니엘 브룩스 - 리오타 아데바요 역
- 로버트 패트릭 - 오지 스미스 역
- 제니퍼 홀랜드 - 에밀리아 하코트 역
- 프레디 스트로마 - 에이드리언 체이스 / 비질랜티 역
- 추쿠디 이우지 - 클렘슨 먼 역

### 조연
- 로클린 먼로 - 래리 피츠기번 역
- 애니 챙 - 소피 송 형사 역
- 크리스토퍼 하이어달 - 로크 서장 역
- 엘리자베스 러들로 - 키야 역
- 리즈완 만지 - 자밀 역
- 누트 레이 - 주도마스터 역
- 앨리슨 아라야 - 앰버 역
- 레니 제이컵슨 - 에번 역